# San Isidro (Intibucá)
San Isidro es un municipio del departamento de Intibucá en la República de Honduras.

## Toponimia
Su nombre es en honor al Santo Patrón Isidro Labrador.

## Límites
Está situado cerca de los Río Cicaguara y Río Cirima.
| Orientación | Límite                                |
| ----------- | ------------------------------------- |
| Norte       | Municipio de Intibucá, Intibucá       |
| Norte       | Municipio de Jesús de Otoro, Intibucá |
| Sur         | Municipio de Intibucá, Intibucá       |
| Sur         | Municipio de Jesús de Otoro, Intibucá |
| Este        | Municipio de Jesús de Otoro, Intibucá |
| Oeste       | Municipio de Intibucá, Intibucá       |

## Historia
En 1896, en la División Política Territorial de 1896 aparece como una aldea del Municipio de Jesús de Otoro.
En 1925, los vecinos piden la creación del municipio.

## División Política
Aldeas: 3 (2013)
Caseríos: 23 (2013)
| Código | Aldea                  |
| ------ | ---------------------- |
| 101101 | San Isidro             |
| 101102 | Macuelizo o Hato Viejo |
| 101103 | Suyapa                 |